# ハネノバス
『ハネノバス』は、2021年10月13日から2022年7月12日まで日本テレビで放送されていた旅バラエティ番組である。

## 出演者
レギュラー
- 草薙航基（宮下草薙）
- 後藤拓実（四千頭身）

ご意見番
- 宮下兼史鷹（宮下草薙）

## ネット局
- 日本テレビ（制作局）
- 北日本放送（2023年4月8日より土曜 15:55 - 16:25にて放送開始[1]）

## スタッフ

### レギュラー版

#### SEASON 1
- 企画・ディレクター：本田拓也
- プロデューサー：横澤俊之
- 編集監修：谷口雄斗
- OPCG：神山ゆり
- デザイン：樹林杏
- MA：櫻井伸二
- 音効：古川市郎
- デスク：当田駒子
- テーマ曲：plume musette/オラン
- 音楽協力：日本テレビ音楽
- 技術協力：東京オフラインセンター
- チーフプロデューサー：八木元・秋山健一郎
- 製作著作：日本テレビ

#### SEASON 2
- 企画・ディレクター：本田拓也
- プロデューサー：横澤俊之
- ディレクター：浅沼丈生
- 進行：川島道子
- OPCG：神山ゆり
- 編集：谷口雄斗
- イラスト：鈴本晴花
- MA：櫻井伸二
- 音効：古川市郎
- テーマ曲：plume musette/オラン
- 音楽協力：日本テレビ音楽
- 技術協力：東京オフラインセンター
- チーフプロデューサー：道坂忠久（2022年6月7日-）
- 製作著作：日本テレビ

#### 過去のスタッフ
- チーフプロデューサー：八木元・秋山健一郎（共に2022年5月31日まで）

### パイロット版
- 企画・ディレクター：本田拓也
- プロデューサー：横澤俊之
- 編集監修：橋本治
- アニメーション：神山ゆり（第2回）
- CG：ODDJOB（第2回）
- MA：櫻井伸二
- 音効：古川市郎
- デスク：当田駒子
- 技術協力：東京オフラインセンター
- 協力：ロイヤルパークホテル横浜（第2回）
- デザイン：樹林杏（第2回）
- チーフプロデューサー：秋山健一郎
- 製作著作：日本テレビ

#### 過去のスタッフ
- CG：古川滋彦（第1回）